# Juan Ramón López Muñiz
Juan Ramón López Muñiz (Gijón, Astúries, 2 de novembre de 1968) és un exfutbolista asturià que va jugar a l'Sporting de Gijón, Rayo Vallecano i al Numància, on es va retirar.

## Trajectòria
Va ser segon entrenador en el RCD Espanyol i en el Màlaga CF en la temporada 2003/2004. Va debutar com a entrenador de futbol en la UD Marbella fins a l'any 2006. Llavors va fitxar pel Màlaga CF, equip que ha ascendit a Primera Divisió Espanyola en la temporada 2007/2008.
El Racing de Santander el va fitxar per a les dues temporades següents i a més de ser l'entrenador també dirigeix la comissió esportiva. Va debutar com a entrenador de primera divisió el 31 d'agost de 2008 en el partit enfront del Sevilla FC en el Sardinero. Passarà a la història racinguista per ser el primer entrenador que dirigeix el Racing de Santander en la Copa de la UEFA.